# Плат, Сильвия
Си́львия Плат (англ. Sylvia Plath; 27 октября 1932[…], Бостон — 11 февраля 1963[…], Лондон) — американская поэтесса и писательница, считающаяся одной из основательниц жанра «исповедальной поэзии» в англоязычной литературе. При жизни Плат вышли лишь поэтический сборник «Колосс» (англ. The Colossus & Other Poems, Лондон, 1960) и полуавтобиографический роман «Под стеклянным колпаком» (1963). В 1965 году был опубликован сборник «Ариэль», который удостоился восторженных отзывов критики, став одним из главных бестселлеров англо-американской поэзии XX века. В 1982 году за книгу Collected Poems («Собрание стихотворений») Сильвии Плат посмертно присуждена Пулитцеровская премия.
Сильвия Плат была женой британского поэта (впоследствии — поэта-лауреата) Теда Хьюза. Отношения Плат и Хьюза закончились трагедией: в начале 1963 года, страдая от тяжёлой депрессии, Сильвия Плат покончила с собой. У неё осталось двое детей. После смерти жены Хьюз основал Estate of Sylvia Plath, который распоряжался правами на литературное наследие поэтессы.
Признание поэтического таланта Плат в большей степени произошло после её смерти. Одновременно с этим в прессе много писали по поводу её самоубийства и виновности Хьюза в её смерти. Некоторые поклонники её поэтического дара, а также литературные критики прямо обвиняли Хьюза и называли его «убийцей Сильвии Плат».
Как истинная представительница исповедальной поэзии, Сильвия Плат писала о собственных переживаниях, ощущениях, страхах. Среди тем её лирики были семья, женская судьба, природа и смерть.

## Биография

### Ранние годы и смерть отца
Сильвия Плат родилась 27 октября 1932 года в штате Массачусетс. Её отец Отто Эмиль Плат (Otto Emil Plath, 1885—1940), эмигрант из Грабова, Германия, был профессором Бостонского университета, признанным специалистом по пчёлам, автором академического исследования Bumblebees and Their Ways, опубликованного в 1934 году. Дочь боготворила его, но при этом находилась во власти его «железной воли» и страдала от авторитарных методов воспитания; впоследствии этот конфликт отразился на некоторых её произведениях, в частности, стихотворении «Папочка» (Daddy, 1962), получившем почти скандальную известность. Мать, Аурелия Шёбер Плат (Aurelia Schober Plath, 1906—1994), американка первого поколения, имела австрийские корни. Она работала машинисткой и библиотекарем в Бостонском университете, а кроме того — учительницей немецкого и английского языков в средней школе в Бруклине. Студентка выпускного курса колледжа, она была на 21 год моложе Отто, своего (на тот момент женатого) профессора. Отто и Аурелия начали встречаться в 1930 году; зимой 1931 года мать Аурелии отвезла дочь и Отто в Рено, штат Невада, чтобы последний мог развестись с женой, после чего оба направились в Карсон-Сити, где и поженились в январе 1932 года.  Уже к десяти месяцам девочка могла произнести пять слов. К трем годам она умела читать. Сивви с детства любила кино, а в пять лет пошла в художественный кружок. Девочка проводила много времени со своими обожаемыми бабушкой и дедушкой по материнской линии, которые жили на берегу залива Атлантического океана. Поэтому она выросла в любви к пляжам и морю. Подтверждение этому можно найти в рассказе «Океан 1212-W»
Поначалу семья жила в пригороде Бостона (24 Prince Street, в районе Джамайка-плейн), но после рождения сына Уоррена (27 апреля 1935 года) переехала в Уинтроп, город к востоку от Бостона (92 Johnson Avenue), откуда Отто каждый день отправлялся на работу в университет — поочерёдно на автобусе, пароме и троллейбусе. Именно здесь девочка впервые увидела и полюбила море. Уоррен рос болезненным ребёнком, и поскольку Отто занимался исключительно наукой, Аурелия уделяла дочери очень мало времени. С отцом у детей сложились своеобразные отношения. Очень скоро дочь поняла, что единственный её шанс получить желаемое внимание Отто — это преуспеть в школе. Как писала Линда Вагнер-Мартин, автор биографии поэтессы, — 

…Лишь минут двадцать в течение вечера он находил в себе силы, чтобы увидеться с детьми. После этого Сильвию и Уоррена уводили. С отцом <дети> обсуждали, что выучили за день, читали стихотворения, придумывали рассказы и выступали, как на сцене. Эти отношения, которые вряд ли можно было считать нормальными, создавали особый образ отца: критика и судьи, которого следовало ублажать. Это лишило детей возможности узнать своего отца так, как они узнали <деда-Шёбера>, познать в нём понимающего родителя.
Большую часть детства Сильвия провела с родителями матери в Порт-Ширли, в Уинтропе, штат Массачусетс. Они были в высшей степени образованными людьми, знавшими несколько языков.
Здоровье Отто стало ухудшаться вскоре после рождения сына Уоррена. Заметив у себя симптомы, сходные с теми, что наблюдались у близкого приятеля, незадолго до этого умершего от рака, Плат-старший преисполнился уверенности, что и сам страдает неизлечимой болезнью, и медицинское обследование проходить не стал. Аурелия Плат обратилась к врачу, когда инфекция большого пальца ноги уже переросла в гангрену, и ногу пришлось ампутировать. Отто Плат умер 5 ноября 1940 года, через полторы недели после восьмого дня рождения дочери. Причиной смерти стали осложнения после хирургической операции, связанной с запущенным сахарным диабетом: болезнью, к тому времени уже вполне излечимой. Вагнер-Мартин утверждала, что Плат-старший умер из-за недостаточного больничного ухода, но Аурелия Плат (в предисловии к «Письмам домой») писала, что Отто скончался от эмболии лёгкого. Один из друзей Плата после его смерти заметил, что не понимает, как «…мог такой умнейший человек оказаться таким глупцом». Для Сильвии эта трагедия стала потрясением, наложившим отпечаток на всю её жизнь и творчество. «Я никогда больше не стану разговаривать с Богом!», — записала она в дневнике. Отто Плат был похоронен на Уинтропском кладбище; впечатления от одного из визитов сюда впоследствии легли в основу стихотворения «Electra on Azalea Path». В стихотворении «Папочка» Сильвия разразилась гневной тирадой в адрес своего отца, который «бросил» её. В стихотворении есть фрейдистские мотивы: дочь воскрешает отца-вампира, чтобы снова убить его. По мнению критиков, образ отца Плат не раз появлялся в её прозе и поэзии и неизменно символизировал отсутствие, а также подчеркивал невозможность вечной любви.
В 1941 году в детском разделе газеты Boston Herald появилось первое стихотворение Плат. Оно называлось Poem («О том, что я вижу и слышу в жаркие летние ночи», — так описывала его содержание юная поэтесса). В 1942 году Аурелия получила должность в Бостонском университете и перевезла семью (включая своих родителей) из Уинтропа в Уэлсли, в новый дом на Элмвуд-роуд, 26. Здесь Сильвия повторно поступила в пятый класс средней школы, чтобы учиться со сверстниками (до этого она обучалась с детьми на год старше её). Аурелия считала, что это поможет дочери снять напряжение, связанное с утратой, но оно сохранялось: Сильвия даже полагала, что смерть отца (которую он мог предотвратить) была скрытым самоубийством. В Уэлсли она прожила до самого момента поступления в колледж.
Аурелия Плат работала на двух работах, чтобы содержать детей, но, судя по дневникам, Сильвия в детстве испытывала к ней чувства, близкие к ненависти. Девочка училась в средней школе Брэдфорда (Gamaliel Bradford Senior High School, ныне — Wellesley High School) и на протяжении всех лет пребывания здесь считалась «звёздной ученицей»: получала только отличные оценки на экзаменах, демонстрируя блестящие достижения в английском языке, особенно в творческой части школьного курса. При этом она была и главным редактором школьной газеты The Bradford.
Всё это время Плат непрерывно писала рассказы и рассылала их в популярные женские и юношеские журналы. К моменту поступления в Смит-колледж она написала более пятидесяти рассказов, в какой-то момент насчитав у себя более шестидесяти писем с отказами. Однако были и публикации: в общей сложности в школьные годы она напечаталась девять раз и заработала $63,70. В 1949 году Плат опубликовала в The Atlantic Monthly статью A Reasonable Life in a Mad World, написанную в соавторстве с одноклассником. Отвечая на более раннюю публикацию, юные авторы опровергали тезис о том, что современный человек должен жить, полагаясь на логику, и утверждали важность духовной и чувственной составляющих жизни человека. Кроме того, Плат проявила и талант к живописи: в 1947 году она стала лауреатом The Scholastic Art & Writing Awards.

### 1950—1955, Смит-колледж
В 1950 году Плат, воспользовавшись протекцией писательницы Олив Хиггинс Праути, получила стипендию для обучения в Смит-колледже, престижном женском институте в Нортгемптоне, штат Массачусетс. Став студенткой, Сильвия начала переписку с Оливией, которая продолжалась многие годы. Осенью 1950 года Плат была вне себя от счастья. Отмечалось, однако, что в колледже она сразу же почувствовала на себе давление среды: это касалось как жёстких академических требований, так и социальной жизни.

Сильвия Плат, конец 1940-х годов

Дневники, которые Плат начала вести с 1944 года, особую важность приобрели для неё в колледже, став способом исповедоваться, но и источником вдохновения, документальным свидетельством свежих впечатлений, к которому начинающая поэтесса постоянно обращалась. На этих страницах она оставляла наброски стихотворений и рассказов, формулировала планы. Студенческие стихи Плат отличались уравновешенностью и красочностью; она много работала над слогом, структурой, тщательно выверяла технику стиха, стараясь каждую строку довести до идеального состояния. К этому времени у неё выработалась тяга к совершенству и вместе с ней — неуверенность в своих силах. «Никогда не достичь мне совершенства, к которому я стремлюсь всей душой — в рисунках, стихотворениях и рассказах», — писала она в дневнике. Помимо академического словаря английского языка, начинающая поэтесса глубоко изучила произведения Дилана Томаса, Уоллеса Стивенса, У. Х. Одена, Ричарда Уилбура, Марианны Мур и Джона Кроу Рэнсома. В числе источников вдохновения отмечались также Уилла Кэсер, Вирджиния Вулф и Лилиан Хеллман.
Начиная с 1950 года Плат активно публиковалась в периодических изданиях общенационального масштаба. В марте газета Christian Science Monitor опубликовала её статью «Призыв юношества за мир во всем мире» (англ. Youth’s Appeal for World Peace), в сентябре здесь же вышло стихотворение Bitter Strawberries. Рассказ And Summer Will Not Come Again появился в августовском номере журнала Seventeen. К 1953 году Плат сотрудничала и с несколькими местными газетами, в частности, Daily Hampshire Gazette и Springfield Union (последняя использовала её в качестве собственного корреспондента в Смит-колледже). Если первый курс оказался для Сильвии серьёзным испытанием (преподаватель английского регулярно выставлял ей «четвёрки»), то второй стал в высшей степени удачным. Практически все профессора теперь восхищались её способностями и трудолюбием. Радость первого успеха Плат испытала во время летних каникул после окончания третьего курса, когда рассказ Sunday at the Mintons обеспечил ей первую премию в конкурсе, проводившемся журналом «Мадемуазель» (Mademoiselle Fiction Contest), а с нею — приглашение на месячную стажировку в качестве внештатного редактора, на Медисон-авеню, 575 в Нью-Йорке. Вместе с группой других конкурсанток-победительниц Плат поселилась в отеле Barbizon; впоследствии события этого знаменательного месяца были подробно описаны ею в романе «Под стеклянным колпаком» (гостиница фигурирует там под названием The Amazon).
Из Нью-Йорка Плат вернулась истощённой — эмоционально, интеллектуально и физически. Она надеялась, что сможет поступить в Гарвард на летний литературный курс, но получила отказ. Выяснилось, кроме того, что на продолжение обучения в Смит-колледже не хватает денег: ей пришлось перевестись в Лоуренс. Всё это время она находилась в творческом тупике, её преследовали депрессия и страхи, исходившие из того же «неутолимого стремления к совершенству». В каком-то смысле это предопределило дальнейший ход событий: в июле она прекратила вести дневник; более того (если верить роману), утратила способность спать, читать и писать. Аурелия Плат уточняла: её дочь читала, но лишь одну книгу: «Патопсихология» (англ. Abnormal Psychology) Зигмунда Фрейда. Все детали рокового лета 1953 года документированы в немногих её письмах и романе «Под стеклянным колпаком».
В состоянии тяжелой депрессии девушка предприняла попытку самоубийства. 24 августа, оставив записку: «Ушла на прогулку, буду завтра», она взяла с собой одеяло, бутылку воды, баночку снотворного и скрылась в подвале своего дома, где одну за другой принялась глотать таблетки, запивая их водой. Вскоре (оставив 8 таблеток, обнаруженных позже с ней рядом) она потеряла сознание. Аурелия Плат не поверила сообщению записки и уже через несколько часов позвонила в полицию. Поначалу рассматривалось лишь исчезновение, затем — после того, как в доме обнаружилась пропажа снотворного, — появилась версия самоубийства. По всему Бостону при участии групп бойскаутов начался интенсивный поиск «красавицы из Смит-колледжа»; особое внимание уделялось парковой зоне и пруду Морс. 25 августа сообщения об исчезновении Плат появились в газетах: к поиску подключились многие её друзья. 26 августа газетные сообщения стали приобретать всё более мрачный характер, но к вечеру Плат обнаружили.
При посредстве Оливии Хиггинс Проути Сильвию Плат поместили в клинику Маклин в Бельмонте; здесь последняя подверглась лечению сеансами электросудорожной терапии. Писательница, в своё время сама перенёсшая психологический срыв, оплатила пребывание здесь своей протеже. Выздоровление было нелёгким, но весной 1954 года Плат восстановилась в Смит-колледже. Считается, что именно в эти дни началось формирование её истинного поэтического дарования. В том же году Плат познакомилась с Ричардом Сассуном, который стал её близким другом, а также осуществила давнюю мечту: она поступила на летний литературный курс в Гарвард, прожив эти дни с Нэнси Хантер-Стайнер (англ. Nancy Hunter-Steiner) на Массачусетс-авеню. События этого периода своей жизни Плат также достаточно подробно описала в романе «Под стеклянным колпаком».

### Переезд в Англию

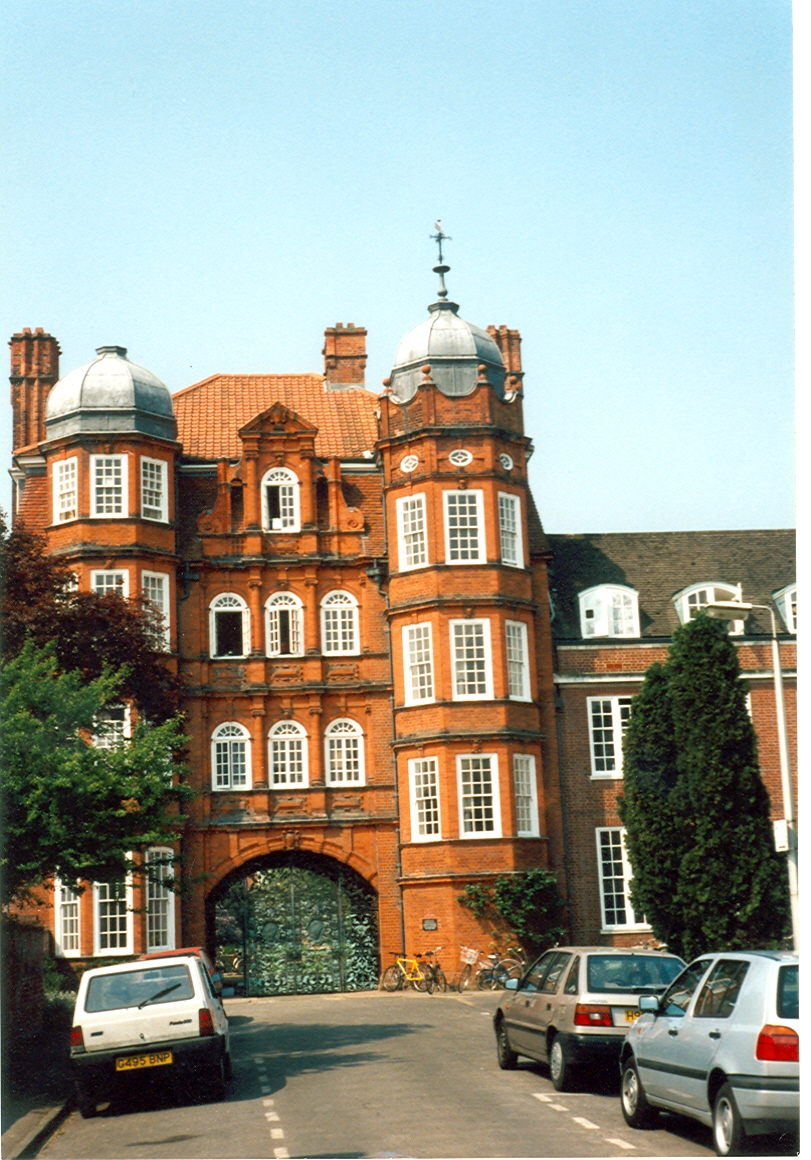
Ньюнем-колледж в Кембридже, где училась Плат

После успешного окончания колледжа Сильвия Плат за дипломную работу под заголовком «Двойничество в творчестве Достоевского» (The Magic Mirror: A Study of the Double in Two of Dostoevsky’s Novels) была удостоена гранта по программе Фулбрайта, позволившего ей продолжить обучение в Кембридже. Первые впечатления от города, да и от университета были самые благоприятные. Выяснилось, что в целом академическая программа Ньюнем-колледжа, куда она поступила, оказалась проще, чем в Смит: в течение двух лет ей предстояло учиться самостоятельно, еженедельно сдавая эссе на заданные темы и проходя консультации с куратором. Уже осенью Плат позволила себе стать участницей Клуба любителей театра (ADC) и даже сыграть на сцене небольшую роль — «безумной поэтессы». Всё это время она поддерживала отношения с Р. Сассуном, пребывавшим в Париже, и даже провела с ним зимние каникулы, но вскоре получила письмо, сообщавшее о том, что тот хотел бы прервать отношения. Плат вновь начала погружаться в депрессию; этому способствовали непривычно холодная британская погода, преследовавшие её простуды и грипп, проблема с глазом (описанная в стихотворении The Eye-Mote). В Кембридже Плат много писала, публиковалась в университетском журнале Varsity. В числе её преподавателей была Доротея Крук (специалист по Генри Джеймсу и литературе «морализма»), к которой Плат относилась с огромным уважением.
В феврале 1956 года Плат познакомилась и близко сошлась с молодым британским поэтом Тедом Хьюзом; в стихотворении «Pursuit», сравнивая нового возлюбленного с пантерой, Плат пророчески предрекала: «Однажды я приму смерть от него» (англ. One day I’ll have my death of him). У Плат и Хьюза обнаружилось много общего, в частности, влияния: У. Б. Йейтса, Дилана Томаса, Д. Г. Лоуренса. Принято считать, что во многом Хьюз (глубоко знавший классику, в частности, Чосера и Шекспира) помог Плат обрести её собственный, ставший впоследствии знаменитым поэтический голос. Поженившись в июне 1956 года, лето молодожёны провели в Испании. Их отношения были бурными, и в своих письмах Плат утверждает, что он жестоко обращался с ней.
Хьюз и Плат стали вести обычную для литераторов жизнь: преподавали, порой жили на литературные стипендии, подрабатывали на Би-би-си. Плат, преклонявшаяся перед талантом мужа, исполняла функции секретаря, перепечатывала стихи и рассылала их в издательства, обещая Хьюзу, что тот с её помощью «станет первым поэтом Америки». Считается, что во многом благодаря этой её организаторской деятельности поэт был обязан получением в начале 1957 года Первой премии за книгу The Hawk in the Rain — в конкурсе Нью-Йоркского центра поэзии, о собственном участии в котором он узнал уже как лауреат. Одновременно начал формироваться и собственный, новый поэтический стиль Сильвии Плат, свидетельствовавший о подлинном таланте, который лишь в малой степени проявлялся в её раннем творчестве. В числе получивших впоследствии известность стихотворений, написанных ею зимой 1957 года, были Sow, The Thin People и Hardcastle Crags. В марте 1957 года Плат предложили место преподавателя начального курса английского языка в Смит-колледже, и, сдав экзамены в Кембридже, она с мужем в июне 1957 года прибыла в Нью-Йорк; в августе супруги переехали в Нортгемптон. Преподавательская деятельность оказалась для Плат делом гораздо более трудным и изнуряющим, чем она это могла себе представить. Более всего угнетало её катастрофическое отсутствие времени для творческой деятельности. Зимой 1958 года Плат много болела, была практически прикована к постели, а ближе к лету переехала с мужем в Бостон, где поступила на полставки в приемную психиатрического отделения Массачусетской больницы: впечатления от работы легли в основу Johnny Panic and the Bible of Dreams и The Daughter’s of Blossom Street, двух рассказов, которые специалисты считают сильнейшими в её прозаическом наследии (второй из них был напечатан в London Magazine под более ранним заголовком This Earth Our Hospital). В эти же дни Плат поступила на семинар начинающих литераторов, который вёл Роберт Лоуэлл в Бостонском университете; здесь — познакомилась с Джорджем Старбаком и Энн Секстон. К этому же времени относится её знакомство с поэтом У. С. Мервином, поклонником её творчества, с которым поэтесса сохраняла дружеские отношения до конца жизни. Освободившись от ограничений регулярной преподавательской деятельности, Плат вновь занялась поэтическим творчеством.

…Думаю, я написала стихи, которые дают мне право быть Поэтессой Америки… Кто мои соперницы? В прошлом: Сапфо, Элизабет Браунинг, Кристина Россетти, Эми Лоуэлл, Эмили Дикинсон, Эдна Сент-Винсент Миллэй — все они мертвы. Сейчас: Эдит Ситвелл и Марианна Мур, две стареющих великанши… И ещё — Адриенна Рич… но вскоре я заставлю её потесниться…— Сильвия Плат 
20 марта 1957
В 1959 году Плат забеременела. Хьюз захотел, чтобы ребёнок родился на его родной земле, и супруги приняли решение вновь отправиться в Англию. Незадолго до отплытия они провели некоторое время в Йаддо, писательском городке в Колорадо-Спрингс: именно здесь Плат под воздействием свежих впечатлений создала стихотворения Dark Wood, Dark Water и The Manor Garden, а также The Colossus, об отце. В декабре Хьюзы отправились в Великобританию, Рождество встретили в Хептонстолле. Для Плат вновь начались психологические испытания; история её непростых отношений с Олвин Хьюз, сестрой мужа, подробно описана в биографии Bitter Fame, написанной писательницей и поэтессой Энн Стивенсон .

### 1960—1962
В начале 1960 года Хьюзы поселились в лондонском пригороде Примроуз-хилл (3 Chalcot Square). Плат встретилась в Сохо с издателем Heinemann и подписала контракт на публикацию сборника The Colossus & Other Poems, который вышел 31 октября. Отзывы на книгу в целом были положительные. Но хлопоты, связанные с публикацией и рождением дочери (Фрида Ребекка родилась 1 апреля), вновь поставили Плат перед проблемой: писать было некогда. За весь 1960 год она создала лишь 12 стихотворений (в их числе — ставшие впоследствии известными You’re, Candles и The Hanging Man). Впрочем, она вернулась к прозе: написала рассказы Day of Success и The Lucky Stone. В конце 1960 года Плат забеременела вновь, в феврале 1961 года у неё случился выкидыш, тогда же пришлось удалять аппендикс — так в больнице она провела почти всю зиму. Впечатления от пребывания здесь легли в основу стихотворений Tulips и In Plaster, а кроме того явились первым импульсом к тому, чтобы начать роман. В марте 1961 года Сильвия Плат приступила к работе над романом «Под стеклянным колпаком» и писала книгу не переставая в течение семидесяти дней.
Рождение ребёнка не только не помешало творческому расцвету Плат, но, напротив, явилось для неё источником новой энергии. В 1961 году поэтесса завершила 22 стихотворения — в их числе Morning Song, Barren Woman, Parliament Hill Fields и Insomniac: последнее получило первый приз на поэтическом конкурсе фестиваля в Челтенхеме (Cheltenham Festival Poetry Competition) 1962 года. В августе, после отпуска во Франции (омрачённого ссорами с мужем), Хьюзы поселились в Норт-Тоутоне, графство Девон, в большом доме, принадлежавшем сэру Роберту Арунделлу. Здесь, в октябре 1961 года Плат завершила работу над одним из самых своих известных стихотворений The Moon and the Yew Tree, во многих отношениях ставшим отправной точкой её недолгой творческой жизни. В том же месяце первый её рассказ The Perfect Place (первоначально — The Lucky Stone) был напечатан в женском журнале My Weekly.
В ноябре она получила $2000 в рамках гранта от сообщества имени Юджина Сэкстона (англ. Eugene F. Saxton Fellowship) на первый роман, который к этому времени уже был завершён. 17 января 1962 года у Плат и Хьюза родился сын Николас. Начиная с апреля поэтесса ощутила небывалый творческий подъём; из-под её пера вышли стихотворения, которые позже вошли в сборник «Ариэль», и многими считаются лучшими в её наследии (Elm, The Rabbit Catcher и др.). Порыв вдохновения оказался омрачён семейными проблемами: Сильвия заподозрила Теда в неверности (майские стихотворения Apprehensions и Event отразили эти чувства). Проблема усугублялась тем, что в Англии у неё не было близких людей; много времени она проводила за письмами американским подругам.
14 мая в США в издательстве Альфред Кнопф вышел сборник The Colossus and other Poems; по просьбе поэтессы некоторые стихотворения (те, в которых критики усмотрели влияние Теодора Рётке) в американское издание включены не были. Отзывы критики были немногочисленными и сдержанными; тем не менее, в письме матери Сильвия писала: «Это самое насыщенное и счастливое время в моей жизни». В эти дни она начала писать продолжение «Стеклянного колпака»: историю американской девушки в Англии, которая здесь влюбилась и вышла замуж. Поэтесса надеялась подарить мужу черновой набросок к его дню рождения в августе. Но мать, приехав к дочери, поняла, что в жизни её не всё так безоблачно, как можно было судить по письмам, и отношения между супругами напряжены. Плат некоторое время уже подозревала, что Хьюз изменяет ей; в июне она получила тому подтверждение, а вскоре сожгла рукопись неоконченного романа-продолжения. Некоторое время спустя ею были уничтожены тысячи писем — как к нему, так и к матери, а также многочисленные наброски стихотворений. Одно из её новых июльских произведений называлось «Сжигая письма» (англ. Burning the Letters). В сентябре 1962 года в надежде восстановить отношения Тед и Сильвия отправились на отдых в Ирландию, где остановились в Клеггане, в имении «Олд-Фордж», принадлежавшем поэту Ричарду Мёрфи. Внезапно Хьюз спешно покинул особняк, отправившись, как выяснилось позднее, к своей любовнице, Асе Гутман Вевилл, жене канадского поэта Дэвида Вевилла, родившейся в Германии светской даме с внешностью кинозвезды.
Плат вернулась в Девон одна и уже в ноябре подала на развод. Это событие совпало с новым порывом вдохновения: в течение октября поэтесса создала как минимум 26 стихотворений, в их числе — Stings, Wintering, The Jailer, Lesbos, Ariel; почти все они вошли в посмертно изданный сборник «Ариэль» (1965). Измена мужа привела к тому, что и прежде заметные мотивы саморазрушения в её поэзии стали почти навязчивыми. «Умирать / Ведь тоже искусство. / Я это делаю блестяще.» (Dying / is an art, like everything else. / I do it exceptionally well; пер. В. Бетаки), — писала Сильвия Плат в Леди Лазарь, одном из самых своих известных стихотворений того времени. Многие отмечали впоследствии как поразительный тот факт, что вдохновение приходило к поэтессе ранним утром; она начинала писать около четырёх утра и прекращала работу, как только просыпались дети. Впрочем, этот важнейший период в её творчестве практически не документирован в дневниках (Хьюз утверждал, что по меньшей мере один дневник этого времени она потеряла, а другой — уничтожила). Тем временем, осенний поэтический «блицкриг» Сильвии продолжался и в ноябре (The Couriers, Getting There, Gulliver, Death & Co. и др.).
7 ноября 1962 года в письме матери Сильвия пишет:
Жить отдельно от Теда просто замечательно, я больше не нахожусь в его тени.

#### Под стеклянным колпаком
14 января 1963 года под псевдонимом Victoria Lucas вышел роман Сильвии Плат «Под стеклянным колпаком»; он получил высокие оценки критиков, но в основном, уже после гибели автора. Впоследствии для молодых читательниц разных десятилетий книга стала откровением; роман приобрёл репутацию женского аналога «Над пропастью во ржи». Однако непосредственной реакцией критики Плат была разочарована, тем более, что издательство Knopf вообще отказалось выпускать книгу в США, сочтя её слишком личной. В США роман вышел лишь в 1971 году. Книга разошлась тиражом 90 тысяч экземпляров и продавалась в США по цене 6,95$, ещё более миллиона экземпляров книги разошлось в мягкой обложке. Главную героиню романа звали Эстэр Гринвуд, своего рода дериват от имени печально знаменитой в США Этель Грингласс Розенберг, суд над которой в 1953 году, а также последовавшая за судом казнь были показательными и оказали большое влияние на американское общество. Многие американцы, в том числе и Плат, считали, что Розенберг стала жертвой ужасающей несправедливости и политических махинаций властей.
Незадолго до публикации романа в США, ещё в 1970 году мать Сильвии Плат, Аурелия, выразила протест издательству Harper & Row в связи с планируемой посмертной публикацией. Она утверждала, что роман был халтурой, написанной лишь ради заработка, и что сама Сильвия никогда бы не хотела, чтобы он был опубликован под её настоящим именем. По мнению матери, целью написания книги было показать, как выглядит мир сквозь искривляющее стекло колпака. Она также утверждала, что Сильвия планировала написать продолжение, которое бы показывало тот же самый мир, но уже глазами здоровой личности.
Практически каждый персонаж «Стеклянного колпака» изображал кого-то,
зачастую карикатурно, кого любила Сильвия. Сам по себе роман
является подлой неблагодарностью. Это было не в натуре Сильвии.Оригинальный текст (англ.)Practically every character in The Bell Jar is represents someone - often in caricature - whom Sylvia loved. As the book stands by itself, it represents the basest ingratitude. That was not the basis of Sylvia's natureИз письма Аурелии Плат
Роман принято считать автобиографическим. Действие романа происходит в Нью-Йорке и частично в пригородах Бостона. Он повествует о шести месяцах жизни девятнадцатилетней Эстэр Гринвуд, которая, окончив учёбу в университете, начинает карьеру в журнале. Она мечтает стать поэтом и путешествовать по всему миру. Эстер сталкивается с разочарованием в жизни, обществе, теряет уверенность в себе и своем будущем. Постоянно задаваясь вопросом «каково мое место в этом мире» она впадает в депрессию. Книга рассказывает о нелегком пути обретения себя и своей личности, возвращении к нормальной жизни. На этом непростом пути будет всё: нервные срывы, больница, попытки самоубийства. Главной героине постоянно приходится иметь дело с предрассудками пятидесятых годов XX века в части места и роли женщины в обществе. На неё оказывают давление и семья, и общество, что неминуемо приводит к психологическому слому, кризису личности.
Читателям сложно воспринимать роман отдельно от трагической истории писательницы, её удивительной поэзии, истории её борьбы с депрессией, тяжёлого развода, а также самоубийства, последовавшего всего через месяц после первой публикации романа.
И биография, и загадочность личности Сильвии Плат в значительной степени влияют на восприятие романа даже критиками и учёными. При этом критики спорили о том, стоит рассматривать роман в качестве серьёзного литературного произведения, или же он должен быть отнесён к беллетристике, написанной автором, чьим подлинным призванием была поэзия. Роман «Под стеклянным колпаком» вызвал меньше интереса у учёных, нежели поэзия Сильвии Плат, хотя некоторые из известных литературных критиков признали роман важным произведением американской литературы. Представительницы феминистской литературной критики сделали из романа своего рода манифест, критикующий и обличающий подавление женщин в 1950-х годах.

### Последние дни Сильвии Плат

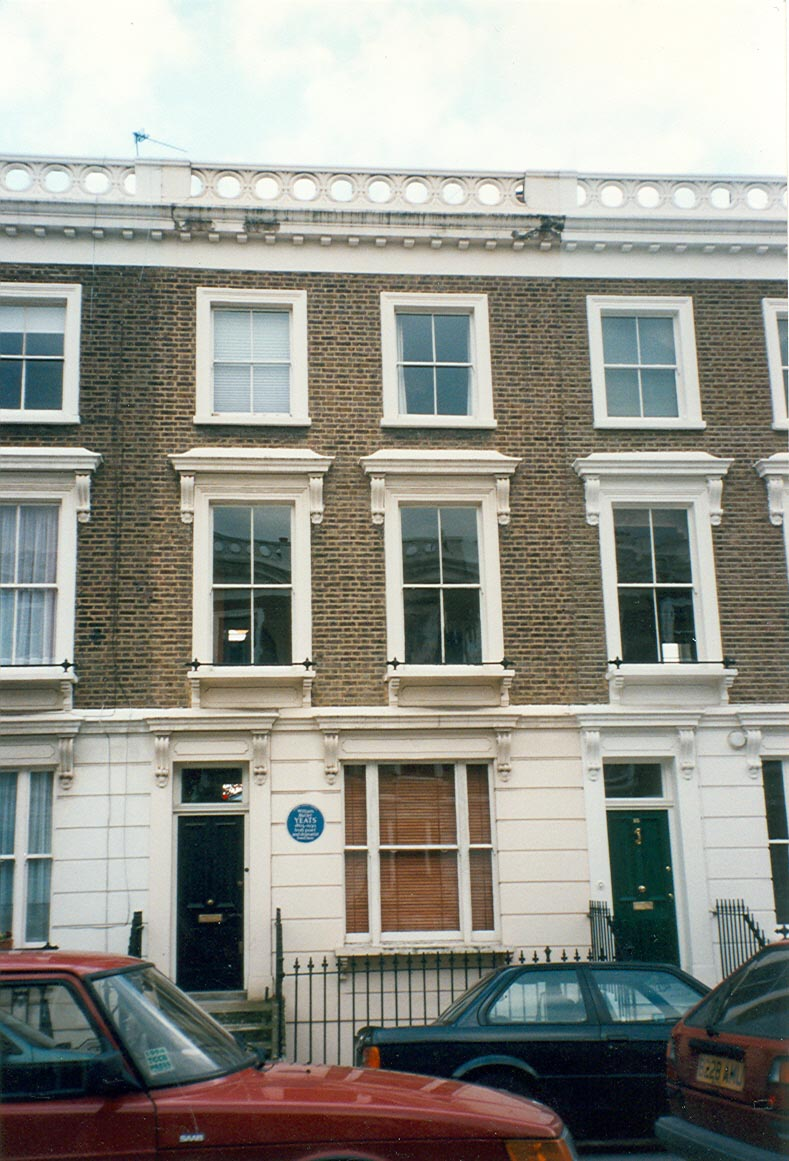
Лондонский дом, где жила и покончила с собой Сильвия Плат (раньше в нём жил Уильям Йейтс)

В начале зимы Плат вновь поселилась в Примроуз-хилле (теперь — по адресу Фицрой-роуд, 23), в доме, где жил когда-то У. Б. Йейтс: последнему обстоятельству она придавала особое значение и это считала добрым знаком. Хьюз и Плат поначалу въехали на новое место жительства вместе, как муж и жена, чтобы обеспечить последней возможность занять бо́льшую из двух квартир; плата за проживание была внесена на несколько лет вперёд. Здесь Сильвии предстояло провести чрезвычайно холодную зиму — в доме без телефона и с крайне плохо работавшей системой отопления. Об этом ужасном времени она с юмором и очень подробно рассказала в рассказе Snow Blitz (включённом в сборник Johnny Panic and the Bible of Dreams). В те дни Плат продолжала рассылать свои новые работы в издательства и редакции, но реакция на них изменилась: «казалось, издатели не были готовы к стихам такой мощи», — писал автор биографии Питер К. Стейнберг. Одним из первых оценил новый поворот в её творчестве поэт, литературный критик, позже редактор А. Альварес. Время от времени в гости к ней заходили друзья; появлялся и Хьюз, чтобы забрать детей на очередную прогулку в находившийся неподалёку лондонский зоопарк. И всё же бо́льшую часть времени Плат проводила в одиночестве.
В январе 1963 года Плат вновь испытала творческий спурт, создав 20 новых стихотворений (Mystic, Sheep in Fog, Kindness и др.) в течение пятнадцати дней, более того — заговорив в них с читателем новым голосом: «…более мягким и менее агрессивным, взвешенным и решительным — словно бы передававшим ощущение близкого конца», — как писал Питер К. Стейнберг. Доподлинно неизвестно, писала ли Плат что-то в течение последних шести дней своей жизни; дневниковых записей того времени не сохранилось. Известно лишь, что в доме без телефона с замёрзшими батареями было очень холодно, дети болели и сама она находилась в тяжёлой депрессии. Навещавший поэтессу Ал Альварес говорил, что не может себе простить того, что не распознал признаков депрессии у Плат. «На этом уровне я подвел её. В свои тридцать лет я был глуп. Что знал я о хронической депрессии? Ей нужен был человек, который о ней бы заботился. Я на такое был неспособен», — говорил он в 2000 году.
За несколько дней до смерти Сильвии Плат доктор Хордер, лечащий врач и близкий друг, живший неподалёку, прописал ей антидепрессанты. Понимая, что пациентка в опасности и что в доме находятся двое маленьких детей, он некоторое время навещал её ежедневно, затем попытался уговорить её лечь в клинику, а когда это не удалось, пригласил медсестру с тем, чтобы та находилась в доме постоянно. Впоследствии по поводу рецептов Хордера высказывались разные мнения: согласно одному из них, его препараты подействовать не успели, согласно другому — могли даже нанести вред.
7 февраля Сильвия вместе с детьми приехала погостить у своих друзей, Джиллиан и Джерри Беккер, которые преподавали литературу в Мидлсекском политехническом институте. Они провели вместе два дня, в течение которых Сильвия постоянно жаловалась на головную боль и, по словам Джиллиан, всё время бормотала какие-то бессвязные вещи. Однажды ночью она несколько часов не отпускала от себя Джиллиан, жалуясь ей на Теда, который её предал, на семью, особенно сестру Теда, которые её ненавидели, на мать, которая, по её словам, была чудовищем, на жизнь, которая уже никогда не будет прежней. Она говорила и о своей попытке самоубийства, предпринятой в 1953 году. В пятницу 8 февраля Джиллиан позвонила доктору Хордеру, который решил положить Сильвию в клинику в ближайшие же выходные. Однако в первых двух клиниках, куда он позвонил, не было мест, а третья клиника показалась ему неподходящей. Сильвия, по его мнению, была очень чувствительным и ранимым человеком, для которой клиника была не лучшим местом. Даже не читая «Под стеклянным колпаком», он знал, что Сильвия боялась больниц. Её депрессивное состояние было на грани с патологией, но в больнице она была бы разлучена с детьми, что точно не пошло бы ей на пользу.
Около девяти утра 11 февраля прибывшая няня Мира Норрис (англ. Myra Norris) не смогла проникнуть в дом и обратилась за помощью к рабочему по имени Чарльз Лэнгридж. Они и обнаружили Сильвию Плат мёртвой в кухне, с головой, засунутой в духовку плиты с включённым газом. Выяснилось, что ранним утром того же дня Плат оставила записку соседу снизу, Тревору Томасу, с просьбой вызвать ей врача. Как было установлено, почти сразу же она открыла окна в комнатах детей, заклеила кухонную дверь клейкой лентой, включила газ и сунула голову в плиту; это произошло около четырёх часов утра. Сильвия Плат была похоронена в Хептонстолле, графство Йоркшир, через неделю после смерти.
В обстоятельствах гибели Сильвии Плат остаётся много неясного. Высказывались предположения, что это самоубийство было в действительности своего рода сорвавшейся инсценировкой: если бы сосед снизу прочёл записку, ему адресованную, трагедия, скорее всего, была бы предотвращена. Сам сосед, Т. Томас, который в течение нескольких часов находился без сознания — под воздействием всё того же газа, просочившегося к нему на этаж, — полагал, что Плат включила плиту в качестве «сигнала бедствия», чтобы он пришёл к ней на помощь.
Однако в книге Giving Up: The Last Days of Sylvia Plath Джиллиан Беккер писала, ссылаясь на заявление офицера полиции Гудчайлда, что Плат, «…судя по тому, как глубоко затолкнула голову в духовку, действительно сознательно шла на смерть». Доктор Хордер также считал намерения своей подопечной недвусмысленными. «Достаточно было увидеть, с какой тщательностью она подготовила кухню, чтобы понять, что это действие было следствием иррациональной компульсии», — говорил он.
Тревор Томас вспоминал, что видел Сильвию накануне вечером. Она заходила к нему за маркой, которую собиралась использовать для отправки письма в Америку. Она показалась Тревору нездоровой и нервной. Плат настаивала на том, чтобы возместить ему стоимость марки. Когда он предложил ей не беспокоиться об этом, Сильвия сказала, что «иначе совесть её перед Господом не будет чиста».

### 1963 — настоящее время
Сразу же после смерти Сильвии Плат феминистки организовали кампанию критики Теда Хьюза. Поэтесса Робин Морган прямо обвинила (в стихотворении The Arraignment, 1972) поэта в убийстве. Когда и его любовница Ася Вевилл покончила с собой (тем же способом, что и Плат, но при этом ещё и убив свою дочь, Шуру), появились инсинуации о том, что Хьюз был склонен к насилию. Началась вандализация надгробия Плат: имя Хьюза раз за разом удалялось с камня, после чего вдовец надолго забирал надгробие на реставрацию, тем самым навлекая на себя обвинения в осквернении могилы.
Подруга Плат поэтесса Энн Секстон на вопрос корреспондента The Paris Review в 1971 году, обсуждали ли они вдвоем вопрос о самоубийстве, говорила: 

Часто, очень часто. Мы с Сильвией подолгу говорили о наших первых попытках самоубийства, детально и глубоко — между бесплатными закусонами картофельными чипсами. Самоубийство, в конечном итоге, это же оборотная сторона стихотворения. Мы с Сильвией часто говорили об «оборотных сторонах». Мы говорили о смерти с испепеляющей напряженностью, обе стремились к ней, как мошкара к электрической лампочке, просто присасываясь к этой теме. Она рассказывала о своей первой попытке самоубийства, любовно и умиленно перебирая детали, и её описания в «Стеклянном колпаке» соответствуют той истории. Удивительно, что мы не подавляли Джорджа Старбака своей эгоцентричностью. Наоборот, <эта тема> нас всех троих я думаю, стимулировала — даже Джорджа — словно бы смерть позволяла нам ощутить себя более реальными в своём, конкретном мгновении.— Энн Секстон.
 Энн Секстон так же, как и Сильвия Плат, осуществила планы по сведению счетов с жизнью. Она отравилась угарным газом в собственном автомобиле 4 октября 1974 года.
В 1975 году — отчасти в ответ на оживленную общественную реакцию на публикацию романа «Под стеклянным колпаком» в Америке — отдельным изданием под редакцией Аурелии Плат вышел сборник, озаглавленный «Письма домой. Переписка 1950—1963 годов» (Letters Home: Correspondence 1950—1963). Здесь её дочь предстала перед читателем энергичной молодой женщиной, движимой жаждой успеха, которой приходится преодолевать периоды глубокой депрессии.
В течение 60-х и 70-х годов творчество Сильвии Плат исследуется и анализируется литературными критиками. Популярность феминистских идей заставляет специалистов рассматривать творчество Плат с этой точки зрения. Так, литературный критик Мэри Эллман (англ. Mary Ellman) подвергла детальному анализу описания женского тела в произведениях Плат. В 1970 году вышла книга М.Эллман Thinking About Women, в которой один из разделов был посвящён поэзии Плат. Интерес к творчеству поэтессы всё возрастал, и появилось первое большое исследование творчества Сильвии: в 1973 году была опубликована книга Эйлин Эирд (англ. Eileen M. Aird) Sylvia Plath: The Woman and Her Work. Незадолго до этого вышел сборник стихов Сильвии под редакцией Чарльза Ньюмана. Сборник включал также и эссе, написанное Энн Секстон, — The Barfly Ought to Sing (рус. Пьянчуге следует спеть).
Однако наибольший интерес к поэзии Плат появился в 1981 году, когда вышел сборник Collected Poems, составленный Тедом Хьюзом. В 1982 году Сильвии Плат была посмертно присуждена за него Пулитцеровская премия.
Также в 1982 году вышли дневники Плат, вновь под редакцией Хьюза. Феминистки обвинили последнего в том, что тот изъял неугодные ему записи, чтобы предстать в лучшем свете, однако, когда Карен В. Кукил в 2000 году выпустила неотредактированную версию дневников Плат, многие поставили под сомнение необходимость выставлять на всеобщее обозрение грамматические ошибки и опечатки.
С тех пор личная жизнь и творчество Сильвии Плат не раз вдохновляли биографов на написание книг о поэтессе. Многие винили в трагедии Хьюза и основывали свои книги лишь на свидетельствах друзей Плат и феминистских нападках на него. Другие считали, что Сильвия Плат была ревнивой, амбициозной и авторитарной женой талантливого поэта и сама загнала себя в тупик. С появлением доступа к разного рода бумагам и документам биографы получили возможность делать более обоснованные выводы о причинах случившегося. Они единодушно приходят к выводу, что причиной самоубийства поэтессы стало психическое расстройство и глубокая депрессия, за которые не стоит и нельзя винить кого-либо другого, вне зависимости от событий, ставших катализатором трагедии. В своей книге Her Husband: Hughes and Plath американская писательница и биограф Диана Мидлбрук подвергла тщательному разбору отношения супругов. Описав все предшествовавшие смерти Сильвии события, она пришла к выводу: «Сильвию Плат убила депрессия».
Благодаря большой проделанной работе исследователей широкой публике открылась не только Плат-самоубийца, но также стало известно, что она была увлеченным скаутом в детстве, талантливой студенткой, трогательно любила своих детей, восхищалась океаном, была экстремалом и любила быструю езду на своем красном автомобиле, она хорошо играла на альте и фортепьяно, любила рисовать; её дневники и тетрадки всегда пестрели разноцветными и смешными карикатурами. Она разрисовывала мебель цветочным орнаментом, была пчеловодом и кондитером, а ещё свободно говорила по-немецки.

## Личная жизнь
Домашним именем Сильвии было Сивви (англ. Sivvie), друзья называли её Сив (англ. Syv). Она была достаточно высокой для женщины — 175 см (5 футов 9 дюймов) и носила 9 размер обуви (примерно 41 размер), чего стеснялась всю жизнь. У неё были каштановые волосы и карие глаза. Её никогда не считали красивой, хотя благодаря росту и стройной фигуре она была миловидной. Согласно моде тех лет, летом Сильвия осветляла волосы пергидролем. К концу 1950-х годов некоторые энтузиасты стали называть её «Мэрилин Монро от литературы». Сильвия Плат обладала глубоким красивым голосом. Когда она читала свои стихи по радио Би-Би-Си, её голос дрожал и был очень чувственным.
Если верить отдельным эпизодам романа «Под стеклянным колпаком», Сильвия Плат (которую принято идентифицировать с Эстер Гринвуд, лирической героиней) ощущала серьёзный психологический барьер в общении с мужчинами, в отдельных аспектах вызывавший и физиологические трудности. В реальности, по крайней мере, внешне этого не ощущалось: поэтесса до отъезда в Кембридж встречалась с несколькими мужчинами; биограф К. Стейнберг упоминает, в частности, в этом контексте Ричарда Сассуна, Гордона Ламейера и издателя Питера Дэвисона. Согласно биографии Вагнер-Мартин, она охотно флиртовала и быстро завязывала романы; более того, разделяла (впоследствии взятый на вооружение феминистками) взгляд, согласно которому женщина не должна уступать мужчине в праве иметь многочисленные связи.

Медовый месяц. 1956 год.

23 февраля 1956 года Плат купила газету St. Botolph's Review и прочла здесь необычайно понравившиеся ей стихотворения молодого британского поэта Теда Хьюза. Узнав о вечеринке, посвящённой выходу в свет этого номера газеты и проводившейся в Falcon Yard, она тут же отправилась на место событий, разыскала Хьюза и тут же прочла несколько его стихотворений, которые к этому времени знала наизусть. Если верить легенде, во время танца Сильвия до крови укусила его в щёку; такое начало знакомства считается символичным для их бурных отношений. «…Большой и смуглый мальчик, единственный там, для меня достаточно огромный», — так писала Плат о своём избраннике. Хьюз, в свою очередь, оставил поэтическое воспоминание о первых впечатлениях о будущей жене: «Американские ножки — вверх так и взвивающиеся. / Эта легкая рука, длинные, как в балете, по-обезьяньи элегантные пальцы. /И лицо: плотно сбитый комочек счастья». После знакомства с Хьюзом Плат сознательно не хотела прекращать отношения с Р. Сассуном, своим прежним бойфрендом; разрыв произошёл лишь после того, как она, встревоженная отсутствием писем от него, отправилась на встречу в Париж, где поняла, что тот продолжать встречаться с ней более не намерен. С этого момента центральное место в её жизни занял Тед Хьюз. В интервью Би-Би-Си 1961 года оба подробно рассказали о начале своих отношений. Церемония венчания состоялась 16 июня 1956 года в Церкви Великомученика Св. Георгия на Куинз-сквер в Блумсбери, неподалёку от здания издательства Faber & Faber. Лето этого года молодожёны провели в Испании.
«Я закончил Кембридж в 1954 году, но там у меня оставались друзья, и я часто возвращался туда с визитами. Один из этих друзей издавал поэтический журнал, и издал он один только выпуск. Впрочем, там у меня были несколько стихотворений и в день выхода мы устроили праздник», — говорил Хьюз. Плат подхватывала: «Сюда-то я и явилась. Я как раз находилась в Кембридже… Прочла его стихотворения, на меня они произвели сильное впечатление и мне захотелось с ним встретиться. Я пришла на этот маленький праздник, и там мы познакомились. Потом мы, кажется, встретились в Лондоне в пятницу 13-го, потом стали видеться часто, а через несколько месяцев поженились». «Я скопил <до этого> немного денег, — продолжал Хьюз. — Работал три месяца; всё заработанное растратил на ухаживания». — «Мы посвящали друг другу стихотворения. А потом из этого всё и выросло, из этого чувства. Мы поняли, что творчески продуктивны и счастливы, — поняли, что это нужно продолжить», — заключала Плат.
В браке у них родилось двое детей: дочь Фрида (род. 1 апреля 1960 г.) и сын Николас (17 января 1962 г. — повесился 16 марта 2009 года).

После расставания с Тедом Сильвия страдала от одиночества. Среди немногочисленных знакомых, посещавших Сильвию в этот период, был и Ал Альварес. Как пишет Конни Энн Кирк в биографии Сильвии Плат: 
Он почувствовал депрессивное состояние Плат: в ней всё ещё не утихла боль от потери отца, ощущение брошенности после ухода Теда лишь усугубило её состояние. Альварес выражал озабоченность её состоянием, но в то время он встречался с другой девушкой и не мог посвятить себя заботам о Сильвии, лишь изредка посещая её с дружескими визитами. В канун Рождества 1962 года Сильвия привела в порядок и обновила квартиру. Она пригласила Альвареса на рождественский ужин. По признанию Альвареса, он догадывался, что она рассчитывает не только на дружескую компанию. Он немного выпил с ней, а затем ушёл, как только почувствовал, что она желает продолжения. Альварес понимал, что она в отчаянии, но он и сам ещё не оправился от собственной депрессии и был не готов бороться ещё и с её проблемами. Его взвешенный и даже хладнокровный подход к вопросу был воспринят Сильвией как очередной отказ, и больше она с ним не виделась и не созванивалась.

## Отзывы и критика

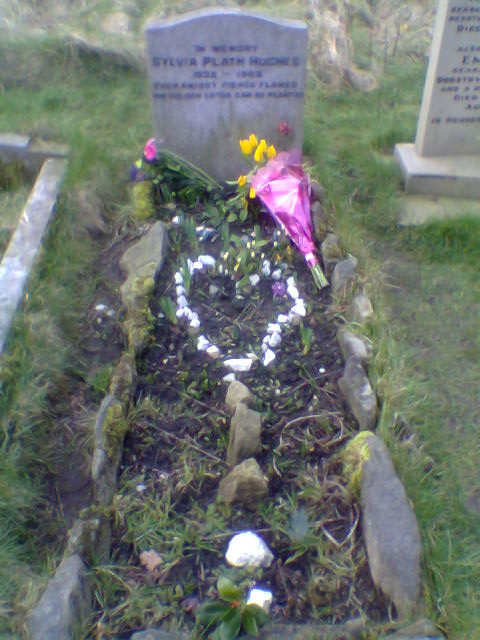
Могила Сильвии Плат

Статус Сильвии Плат в США высок: её имя традиционно упоминается при перечислении основных американских поэтов. Плат считается одной из ведущих фигур в американской «исповедальной поэзии» — наряду с её учителем Робертом Лоуэллом, У. Д. Снодграссом, а также Энн Секстон, поэтессой, с которой Плат познакомилась на лоуэлловском семинаре. Уникальным считается сочетание чрезвычайно сильной, броской образности, аллитераций, ритмических рисунков и рифм.
В необыкновенно напряжённой поэзии Плат проявились с одной стороны сила фантазии, с другой — сконцентрированность поэтессы на собственном внутреннем мире. Она поднимала крайне острые темы, близкие к табу: писала о суициде, ненависти к себе, нацизме, шоковой терапии, ненормальных отношениях в распадающейся, дисфункциональной семье. Есть точка зрения, согласно которой поэзия Плат опередила своё время; она вполне могла бы вписаться в литературную сцену следующего десятилетия, но стала жертвой «консерватизма пятидесятых».
Сильвия Плат характеризуется как «чрезвычайно разнообразный поэт» (в творчестве которой соседствовали ирония, ярость, лирические мотивы), создававший при этом произведения необыкновенной «мощи и виртуозности». «Плат ловит в стихи каждый свой шаг, её поэзия по сути дневниковая. Это ощущение не исчезает ни на миг, но безудержность ассоциаций уводит порой так далеко от непосредственных каждодневных фактов, что дневниковость становится малозаметной», — отмечала Е. Кассель в предисловии к полному сборнику стихотворений поэтессы, вышедшему в России в серии «Литературные памятники». При этом, как отмечал О. Рогов, «…трагическим и безжалостным образом она была обречена творить только в условиях эмоционального 'дна' — появлению стихов способствовали одиночество и депрессия, а отнюдь не выпадавшие время от времени месяцы благополучного существования».
Центральным в творчестве Плат считается сборник «Ариэль», отличающийся от ранних произведений поэтессы большей степенью исповедальности и преобладанием личностных мотивов. Опубликованный в 1966 году, он ознаменовал драматический поворот в отношении к Плат; особенно сильное впечатление произвели на критиков автобиографические стихотворения, связанные с проблемами психики: Tulips, Daddy и Lady Lazarus. Исследователи не исключают, что тут могло сказаться влияние Роберта Лоуэлла; в числе основных влияний (в интервью незадолго до смерти) она сама называла его книгу Life Studies.
Анализируя суть «исповедального» характера творчества поэтессы, один из наиболее авторитетных литературных критиков и поэтов Британии, Ал Альварес, писал: 

Случай с Плат осложнен тем, что, уже в своих зрелых работах, она умышленно использовала детали своей повседневной жизни как сырье для своего искусства. Случайный гость или неожиданный телефонный звонок, порез, синяк, кухонная раковина, подсвечник — все шло в ход, все заряжалось смыслом и трансформировалось. Её стихотворения наполнены референциями и образностью, которая по прошествии многих лет непонятна, но которые могли бы быть объяснены прямыми сносками исследователем, который имел бы доступ ко всем деталям её жизни.— Ал Альварес.
 Альварес тесно общался с Сильвией Плат во время её жизни в Великобритании. Также как и она, Альварес страдал от депрессии и предпринимал попытки самоубийства. Именно Альварес сопровождал Хьюза в полицейский участок и помогал ему на похоронах поэтессы. В 1963 году он посвятил памяти Сильвии поэтическую передачу на радио Би-Би-Си. Он отозвался о ней, как о величайшей из поэтесс XX века. Он считается наиболее авторитетным специалистом и знатоком творчества Сильвии Плат.
Впоследствии некоторые критики стали обнаруживать в поэзии Плат элементы «сентиментальной мелодрамы»; в 2010 году Теодор Далримпл утверждал, что Плат была «ангелом-хранителем <феномена> самодраматизации» и купалась в чувствах жалости к себе. Трейси Брэйн была также в числе тех исследователей, кто предостерегал от поиска в поэзии Плат исключительно автобиографических мотивов.
Роберт Лоуэлл писал, что Сильвия «не столько личность, или женщина, и уж точно не „ещё одна поэтесса“, а одна из тех нереальных, гипнотических, величайших классических героинь». Из всех поэтов, писавших в жанре исповедальной поэзии, Лоуэлл обладал наибольшей литературной репутацией, но именно Сильвии Плат было суждено стать «иконой» жанра. Слава пришла к ней уже после смерти, а точнее после выхода в 1965 году сборника Ariel.
Британский литературовед и критик Бернард Бергонци так отзывался о творчестве Плат: «Мисс Сильвия Плат — это молодая американская поэтесса, чьи произведения сразу становятся событиями ввиду их виртуозного стиля».
Британский писатель, поэт и литературный критик Джон Уэйн высоко оценивал поэзию Плат: «Сильвия Плат пишет талантливые, жизнерадостные стихи, которыми будет наслаждаться большинство интеллектуалов, людей, способных получать удовольствие от поэзии, а не только преклоняться перед ней».
Тед Хьюз также очень высоко оценивал поэтический дар Сильвии. В письме к матери он писал: «Её невозможно сравнить ни с одной другой поэтессой, за исключением, пожалуй, Эмили Дикинсон»
Ревекка Фрумкина, известный советский и российский психолингвист, профессор Института языкознания РАН, так писала о романе Сильвии Плат: «…<она> оставила поразительный по тонкости и трезвости роман-самоанализ „Колба“, где описала свою душевную болезнь».
Анализируя американскую литературу и сравнивая её с русской, Елена Коренева в своей биографической книге «Идиотка» проводит параллель между творческим дарованием Марины Цветаевой и Сильвии Плат: «Сильвия Плат оказалась удивительно похожа на Марину Цветаеву — страстью, лаконизмом, образностью и предчувствием неизбежного конца. Она и была обречена, покончив с собой в расцвете сил и славы».
Плат критиковали за «неуместные метафоры и аллюзии». В частности, в одном из своих знаменитых стихотворений «Папочка», Плат отождествляет себя с евреями, а отца с Холокостом. Литературные критики и историки обрушились на Сильвию за «превращение в банальность» таких трагичных понятий, как нацизм и холокост. Среди тех, кто посчитал опрометчивыми подобные сравнения, были писатель и критик Леон Уисельтер, поэт Шеймас Хини, а известный американский критик Ирвинг Хауи назвал подобное сравнение «чудовищным». Литературный критик Марджори Перлофф буквально обрушилась на Сильвию Плат, назвав её поэзию «пустой и напыщенной», а использованные литературные приемы — «дешёвыми».

## Наследие Сильвии Плат
Короткий жизненный путь и трагические обстоятельства смерти поэтессы до сих пор вызывают интерес у широкой публики и специалистов. Они также оказали заметное влияние на жизни многих людей из окружения Сильвии.
В частности, сын Сильвии Плат, 47-летний биолог из Аляски Николас Хьюз, покончил с собой 23 марта 2009 года. По мнению обозревателя газеты The New York Times, на судьбу Николаса несомненно повлияло самоубийство матери и последовавшее за ним самоубийство мачехи. Несмотря на то, что Николасу был всего год, когда случилась трагедия, он с раннего детства слышал разговоры о матери и её смерти. Мировая пресса отозвалась большим количеством статей на тему смерти Николаса Хьюза. Прессу, однако, трогали не столько обстоятельства его собственной жизни, трудностей или депрессии, сколько повторяемость истории. Газеты пестрели заголовками типа «Проклятие Плат!». Некоторые коллеги Николаса Хьюза работали бок о бок с ним в течение многих лет и не подозревали, что он был сыном знаменитых поэтов.
Профессор Принстонского университета Джойс Кэрол Оутс утверждает, что самоубийство Плат оказало огромное культурное влияние на всё общество потому, что «Плат была гениальной поэтессой, и на момент смерти была уже признанным классиком американской поэзии, при этом многие её талантливые современники, Энн Секстон, Джон Бэрримэн, оказались забыты».
Имя Сильвии Плат стало синонимом депрессии и самоубийства. Психологи, авторы научной и научно-популярной литературы на эту тему, непременно рассматривают и изучают трагическую историю Плат в медицинско-психологическом контексте. В 2001 году американский психиатр Джеймс Кауфман ввел новый термин в психологии — Эффект Сильвии Плат. Данным термином обозначается феномен более частого появления психических отклонений/заболеваний у творческих людей, нежели у обычных. В своей статье «The Sylvia Plath effect: Mental illness in eminent creative writers» (рус. Эффект Сильвии Плат: Психические заболевания выдающихся писателей) Кауфман изложил итоги проведённых исследований, в ходе которых он проанализировал жизненный путь и творчество 2149 поэтов и писателей, а также иных выдающихся людей. Он пришёл к выводу, что поэтессы гораздо больше подвержены психическим заболеваниям, нежели писательницы, работающие в иных жанрах литературы.
Понимание места Сильвии Плат в истории очень важно, поскольку помогает осознать, что именно высказывала она своей поэзией, о чём вообще думало её поколение, и как стихи, которые она писала, отражали тот или иной конкретный исторический момент.
Действительность относительна и зависит от того, через какие очки вы на неё смотрите
Литературное наследие Сильвии Плат, помимо биографического бума, также выразилось во влиянии на творчество других поэтов и писателей. Известные поэтессы, американка Кэрол Руменс и ирландка Эван Боланд, были увлечены поэзией Сильвии Плат в молодости. Как признавалась Боланд, трагическая литературная и женская судьба Плат потрясла её, и она долгие годы не могла отделить феномен женской поэзии от имени Сильвии Плат. Руменс, которая в то время ничего не знала о самоубийстве Плат, восхищалась талантом поэтессы, которая «при этом ещё была матерью и женой». Следует отметить, что Плат если не оказала влияние, то как минимум вдохновляла многих поэтесс 1970-х годов, имевших отношение к Движению за равноправие женщин. Среди них стоит упомянуть Джудит Казанцис, Мишель Робертс, Джиллиан Олнат, и др.

## Сильвия Плат в популярной культуре
- В 2003 году о С. Плат режиссёром Кристиной Джеффс был снят фильм «Сильвия»; главную роль в нём сыграла Гвинет Пэлтроу, роль её мужа, поэта Теда Хьюза, исполнил Дэниел Крейг[78]. Дочь поэтессы Фрида Хьюз не только отказалась сотрудничать со съемочной группой, но и опубликовала стихотворение «Моя мать» (начинавшееся строчкой: «Они снова убивают её»)[18].
- В американском телесериале «Девочки Гилмор», Рори Гилмор, героиня актрисы Алексис Бледел, увлечена поэзией Сильвии Плат и часто держит в руках сборник её поэзии. Героини фильма неоднократно обсуждают стихи Плат и роман «Под стеклянным колпаком».
- В 10 эпизоде 1 сезона сериала «Хранилище 13» главный герой попадает под влияние пишущей машинки, якобы принадлежавшей Сильвии Плат.
- Композиция «These Photographs» американского певца и композитора Джошуа Радина упоминает Сильвию Плат. В песне Радин сравнивает свою любимую с различными великими женщинами, среди которых есть и Сильвия. Сравнение с ней подано как комплимент девушке:

You're Sylvia Plath
As you drift from the bath.
I hand you a robe and
So it goes, the moment'll pass.
- Песня «Страшная тайна» группы «Сплин» посвящена Сильвии Плат[79]. Однако в клипе, снятом Екатериной Санниковой и Вадимом Шатровым, обыгрывается альтернативный финал жизни Сильвии Плат — авторы решили дать своей героине возможность передумать и удержаться от непоправимого шага[80].
- В книге поэзии Ланы Дель Рей "Violet Bent Backwards Over The Grass" (Вайолет, склонившаяся над травой) Сильвия Плат упоминается в стихотворении "Bare feet on linoleum" (Босыми ногами на линолеуме)

Личность и талант Сильвии Плат вдохновили многих музыкантов на создание песен, драматургов на написание пьес, а писателей и журналистов на литературные изыскания.

### Книги о Сильвии Плат
О Сильвии Плат, её жизни и творчестве написано множество книг. Семье Сильвии, в частности Теду Хьюзу, некоторые из написанных биографий не нравились, и даже возникали конфликты между семьей поэтессы и биографами. Он[кто?] считал, что многие из них рассматривают жизнь Сильвии сквозь призму виновности Хьюза в её смерти. А откровенно критические выпады в сторону творчества Плат воспринимал очень болезненно. Среди наиболее известных конфликтов стоит упомянуть напряженную переписку между Жаклин Роуз, Тедом Хьюзом и Олвин Хьюз, которая, по удивительному стечению обстоятельств, возглавляла созданный Хьюзом фонд Estate of Sylvia Plath и распоряжалась правами на наследие Сильвии Плат вплоть до 1991 года. Роуз детально описала подробности конфликта в статье «Это не биография».
- Joyce Carol Oates. Dear Husband. — 2009.
- Peter D. Kramer. Against Depression. — New York: Viking Pinguin, 2005.
- Andrew Solomon. The Noonday Demon. — New York: Touchstone, 2001.
- Elaine Showalter. A Jury of Her Peers: American Women Writers from Anne Bradstreet to Annie Proulx. — New York: Vintage Books, 2009.
- Heather Clark. The Grief of Influence: Sylvia Plath & Ted Hughes (англ.). — New York: Oxford University Press, 2011.
- Diane Middlebrook. Her husband: Hughes and Plath. — New York: Viking Pinguin, 2003.
- Karen V. Kukil. The Unabridged Journals of Sylvia Plath. — First Anchor Books, 2000.
- Paul Alexander. Rough Magic: A Biography of Sylvia Plath. — Da Capo Press, 1999.
- Edward Butscher. Sylvia Plath: Method and Madness: A Biography. — New York: Schaffner Press, Inc, 1976.
- Yehuda Koren, Eilat Negev. Lover of Unreason: Assia Wevill, Sylvia Plath's Rival and Ted Hughes' Doomed Love. — 2007.
- Stephanie Hemphill. Your Own, Sylvia: A Verse Portrait of Sylvia Plath. — А. Кнопф, 2007.
- Aurelia Schober Plath. Letters Home: Correspondence 1950-1963. — Harper & Row, 1975. — 502 p.
- Susan R. Van Dyne. Revising Life: Sylvia Plath's Ariel Poems. — The University of North Carolina Press, 1993.
- Janet Malcolm. The Silent Woman: Sylvia Plath and Ted Hughes. — New York: А. Кнопф, 1993.
- Linda Wagner-Martin. Sylvia Plath: A Literary Life. — New York: Vermilion Books, 1987.
- Anita Helle. The Unraveling Archive: Essays on Sylvia Plath. — The University of Michigan, 2007.
- Kathleen Connors, Sally Bayley. Eye Rhymes: Sylvia Plath's Art of the Visual (англ.). — Oxford University Press, 2007.
- Kate Moses. Wintering: A Novel of Sylvia Plath. — 2003.
- Ronald Hayman. The Death and Life of Sylvia Plath. — William Heinemann Ltd, 1991.
- Connie Ann Kirk. Sylvia Plath. — Prometheus Books, 2009.
- Catherine Bowman. The Plath Cabinet. — Ney York: Four Way Books, 2009.
- Erica Wagner. Ariel's Gift. — London: Faber&Faber, 2000. — 320 p.

## Произведения
| - Колосс и другие стихотворения (1960) - Ariel (1961—1965) - Three Women: A Monologue for Three Voices (1968) - Crossing the Water (1971) - Winter Trees (1971) - The Collected Poems (1981) - Selected Poems (1985) - Plath: Poems (1998) - Sylvia Plath Reads, Harper Audio (2000) (Audio) | - Под стеклянным колпаком (1963), под псевдонимом Виктория Лукас - Letters Home: Correspondence 1950—1963 (1975) - Johnny Panic and the Bible of Dreams: Short Stories, Prose, and Diary Excerpts (1977) - The Journals of Sylvia Plath (1982) - The Magic Mirror (1989) - The Unabridged Journals of Sylvia Plath, под ред. Карен В. Кукил (2000) |  |

### Детская литература
| - The Bed Book (1976) - The It-Doesn’t-Matter-Suit (1996) | - Collected Children’s Stories (UK, 2001) - Mrs. Cherry’s Kitchen (2001) |  |

### Издания на русском языке
- Сильвия Плат. Собрание стихотворений = The Collected Poems. — Наука, 2008. — 434 с. — (Литературные памятники). — ISBN 978-5-02-034398-6.
- Сильвия Плат. Стихи. — И. В. Захаров. — 96 с. — 1000 экз. — ISBN 5-8159-0085-0.
- Сильвия Плат. Под стеклянным колпаком / Перевод с англ. и послесловие В. Л. Топорова. — СПб.: Северо-Запад, 1994. — 342 с. — (Женская библиотека). — 10 000 экз. — ISBN 5-8352-0280-6.
- Сильвия Плат. Под стеклянным колпаком / Перевод с англ. В. Л. Топорова. — М.: Амфора. — 336 с. — (Гербарий). — 6000 экз. — ISBN 5-8301-0161-0.